# Championnat du Soudan de football 2015
Navigation
Saison précédente Saison suivante
La saison 2015 du Championnat du Soudan de football est la cinquante-et-unième édition de la première division au Soudan, la Sudan Premier League. Elle regroupe, sous forme d'une poule unique, les quinze meilleures équipes du pays qui se rencontrent deux fois, à domicile et à l'extérieur. En fin de saison, le dernier du classement est relégué tandis que les 13e et 14e doivent passer par les barrages de promotion-relégation. 
Une nouvelle fois, ce sont les deux clubs d'Omdourman qui dominent la compétition. Al Merreikh Omdurman remporte le titre après avoir terminé en tête du classement final, avec cinq points d'avance sur le tenant, Al Hilal Omdurman. Al Ahly Shendi se classe troisième à onze points d'Al-Merreikh. C'est le vingtième titre de champion du Soudan de l'histoire du club, qui réussit même le doublé en s'imposant face à son éternel rival en finale de la Coupe du Soudan.

## Qualifications continentales
Les deux premiers du classement se qualifient pour la prochaine édition de la Ligue des champions de la CAF. Les 3e et le 4e disputeront la Coupe de la confédération 2016.

## Les clubs participants
- Al Hilal Omdurman
- Al Merreikh Kosti - Promu de D2
- Al Nsoor
- Al Rabta Kosti
- Amal Atbara
- Al Hilal Obayed - Promu de D2
- Al Ahli Khartoum
- Al Ahly Wad Madani - Promu de D2
- Al Hilal Al Fasher
- Al Merreikh Omdurman
- Al Hilal Kaduqli
- Al Merreikh Al Fasher
- Al-Khartoum SC
- Al Ahly Shendi
- Al Merghani Kassala - Promu de D2

## Compétition
Le barème de points servant à établir les classements se décompose ainsi :
- Victoire : 3 points
- Match nul : 1 point
- Défaite : 0 point

### Classement
| Rang | Équipe                | Pts | J  | G  | N  | P  | Bp | Bc | Diff |
| ---- | --------------------- | --- | -- | -- | -- | -- | -- | -- | ---- |
| 1    | Al Merreikh OmdurmanC | 64  | 28 | 20 | 4  | 4  | 58 | 13 | +45  |
| 2    | Al Hilal OmdurmanT    | 59  | 28 | 17 | 8  | 3  | 39 | 13 | +26  |
| 3    | Al Ahly Shendi        | 53  | 28 | 15 | 8  | 5  | 39 | 21 | +18  |
| 4    | Al-Khartoum SC        | 50  | 28 | 13 | 11 | 4  | 41 | 24 | +17  |
| 5    | Al Merreikh Al Fasher | 45  | 28 | 11 | 12 | 5  | 24 | 16 | +8   |
| 6    | Al Hilal ObayedP      | 41  | 28 | 11 | 8  | 9  | 29 | 23 | +6   |
| 7    | Al Merreikh KostiP    | 36  | 28 | 9  | 9  | 10 | 26 | 30 | -4   |
| 8    | Al Hilal Al Fasher    | 35  | 28 | 10 | 5  | 13 | 24 | 35 | -11  |
| 9    | Al Ahly Wad MadaniP   | 34  | 28 | 8  | 10 | 10 | 23 | 29 | -6   |
| 10   | Al Nsoor              | 28  | 28 | 5  | 13 | 10 | 30 | 40 | -10  |
| 11   | Al Ahli Khartoum      | 28  | 28 | 7  | 7  | 14 | 26 | 39 | -13  |
| 12   | Al Rabta Kosti        | 26  | 28 | 6  | 8  | 14 | 21 | 34 | -13  |
| 13   | Amal Atbara           | 26  | 28 | 6  | 8  | 14 | 29 | 42 | -13  |
| 14   | Al Hilal Kaduqli      | 26  | 28 | 7  | 5  | 16 | 23 | 44 | -21  |
| 15   | Al Merghani KassalaP  | 18  | 28 | 4  | 6  | 18 | 11 | 40 | -29  |

|  | Qualification pour la Ligue des champions de la CAF 2016                |
|  | Qualification pour la Coupe de la confédération 2016                    |
|  | Participation au barrage de promotion-relégation                        |
|  | Relégation directe en deuxième division                                 |
|  | T : Tenant du titre C : Vainqueur de la Coupe du Soudan P : Promu de D2 |

### Matchs

#### Barrage de promotion-relégation
| Équipe 1           | Résultat | Équipe 2            | Aller | Retour |
| ------------------ | -------- | ------------------- | ----- | ------ |
| Nahda Rabak (D2)   | 1 - 2    | Al Hilal Kaduqli    | 1 - 0 | 0 - 2  |
| Al Nil Shendi (D2) | -        | Amal Atbara forfait | -     | -      |

- Al Nil Shendi doit prendre la place d'Amal Atbara parmi l'élite. Amal Atbara est repêché par la suite et peut donc participer au championnat la saison suivante.

## Bilan de la saison
| Championnat du Soudan de football 2015                             |                                  |
| Champion                                                           | Al Merreikh Omdurman (20e titre) |
| Coupes et trophées                                                 |                                  |
| Vainqueur de la Coupe du Soudan 2015                               | Al Merreikh Omdurman             |
| Qualifications continentales                                       |                                  |
| Ligue des champions de la CAF 2016                                 | Al Merreikh Omdurman             |
| Ligue des champions de la CAF 2016                                 | Al Hilal Omdurman                |
| Coupe de la confédération 2016                                     | Al Ahly Shendi                   |
| Coupe de la confédération 2016                                     | Al-Khartoum SC                   |
| Promotions et relégations                                          |                                  |
| Promus en Premier League                                           | Al-Ahli Atbara                   |
| Promus en Premier League                                           | Al-Amir Khartoum                 |
| Promus en Premier League                                           | Al-Merreikh Nyala                |
| Promus en Premier League                                           | Al Nil Shendi                    |
| Relégués en Championnat du Soudan de football de deuxième division | Al Merghani Kassala              |